# Portugisiska
Portugisiska (eget namn: português) är ett romanskt språk som liksom spanskan, franskan, italienskan och rumänskan har utvecklats ur latinet. Det talas i Angola, Brasilien, Guinea-Bissau, Kap Verde, Macao (i Kina), Moçambique, Portugal, São Tomé och Príncipe och Östtimor, samt i Goa (i Indien). Det är nära besläktat med systerspråket galiciskan.
År 2020 uppskattades det att portugisiska talas av över 234 miljoner människor och är därmed det nionde största språk i världen, och det största i Sydamerika (186 miljoner, över 51 procent av befolkningen) samt i det Södra halvklotet. Det spreds runt världen på 1400-talet och 1500-talet då Portugal upprättade ett omfattande imperium som i olika perioder mellan 1415 och 1999 sträckte sig från Brasilien i Sydamerika till Macao i Kina. Under den koloniala perioden uppstod många portugisiska kreolspråk över hela världen, särskilt i Västindien, Afrika och Asien.

## Historia
Portugisiskan utvecklades på västra Iberiska halvön ur latinet som förts dit av romerska soldater och nybyggare från och med 200-talet f.Kr. Språket började skilja sig från andra romanska språk efter det romerska rikets fall och folkvandringarna på 400-talet. Det började användas i skrivna dokument omkring 800-talet och på 1400-talet hade det utvecklats till ett moget språk med rik litteratur.
När romarna anlände på den iberiska halvön 218 f.Kr. förde de med sig det romerska folkspråket, vulgärlatin, varifrån alla romanska språk härstammar. Redan på 100-talet f.Kr. var södra Lusitania romaniserat. Strabon, en grekisk geograf under första århundradet e.Kr., nämner i en av böckerna i sin Geographia att "de har antagit de romerska sederna, och de kommer inte längre ihåg sitt eget språk." Språket spreds av anländande romerska soldater, nybyggare och köpmän, som byggde romerska städer mestadels i närheten av tidigare civilisationers bosättningar.
Mellan 409 e.Kr. och 711, under det romerska imperiets sönderfall, invaderades Iberiska halvön av folk av germanskt ursprung. Dessa folk (mestadels sveber och visigoter) tog till stor del upp halvöns romerska kultur och språk, men Lusitanias språk och kultur kunde utvecklas fritt på egen hand under tidig medeltid, på grund av avsaknaden av romerska skolor och administration, Lusitanias relativa isolering från övriga Europa, och förändringar av de politiska gränserna på Iberiska halvön. Dessa förändringar ledde till att det som nu kallas "lusitansk romanska" bildades. Från 711, i och med morernas invasion av halvön, antogs arabiskan som administrativt språk i de erövrade områdena. Befolkningen fortsatte dock att tala sina romanska dialekter så att det arabiska inflytande på språket blev litet. Dess största påverkan var på ordförrådet.
De tidigaste överlevande lämningarna av ett distinkt portugisiskt språk är administrativa handlingar från 800-talet, som fortfarande har många inslag av latinska fraser. Denna fas kallas idag "proto-portugisiska" (talad under perioden mellan 800-talet och 1100-talet).
Portugal erkändes formellt av Kungariket Leon som oberoende land 1143, med kung Afonso Henriques. Under den första perioden av "gammalportugisiska" – portugisisk-galiciska perioden (från 1100- till 1300-talet) – kom språket gradvis till allmän användning. Tidigare hade det mestadels använts på den kristna delen av Iberiska halvön som ett språk för poesi. År 1290 skapade kung Denis det första portugisiska universitetet i Lissabon (Estudo Geral) och förordnade att portugisiska, då kallad bara "det vulgära språket" skulle bli känt som portugisiska språket och användas officiellt.
Delar av Bibeln översattes till portugisiska redan i början av 1500-talet. Nya testamentets första översättning publiserades år 1681, och Bibeln i sin helhet översattes till språket år 1751.
Under den andra perioden av "gammalportugisiska", från 1300- till 1500-talet, spreds portugisiskan till många områden i Asien, Afrika och Amerika. På 1500-talet blev det ett lingua franca i Asien och Afrika, som användes inte bara för kolonialadministration utan även för kommunikation mellan lokala ämbetsmän och européer av alla nationaliteter. Språkets spridning underlättades av blandäktenskap mellan portugiser och lokalbefolkningen och dess samband med den katolska missionsverksamheten, som gjorde att det kom att kallas Cristão ("kristet") på många ställen i Asien. Nippo jisho, en japansk-portugisisk ordbok som skrevs 1603, var en produkt av jesuitisk missionsverksamhet i Japan. Språket fortsatte att vara populärt i delar av Asien till 1800-talet. Vissa portugisisktalande kristna grupper i Indien, Sri Lanka, Malaysia och Indonesien bevarade sitt språk även efter att de blivit avskurna från Portugal.
Slutet på "gammalportugisiskan" markerades av publiceringen av Cancioneiro Geral de Garcia de Resende 1516. Under perioden av "modern portugisiska" (från 1500-talet till nutid) inkom ett ökat antal ord med ursprung i klassiskt latin och lärda ord av grekiskt ursprung som inlånades under renässnansen och ökade språkets komplexitet.

## Avledda språk
Från 1500-talet ledde de omfattande kontakterna mellan portugisiska resenärer och kolonister, afrikanska slavar och lokalbefolkningar till uppkomsten av många pidginspråk med varierande mängder portugisiskt inflytande. Dessa pidginspråk användes i delar av Asien och Afrika fram till 1700-talet.
När dessa pidginspråk blev modersmål för generationer efter varandra utvecklades de till särskilda språk. Många av dessa portugisiskbaserade eller portugisiskinfluerade kreolspråk är fortfarande levande och används av över 3 miljoner människor runtom i världen, särskilt av människor av delvis portugisisk härkomst.

## Inflytande på andra språk
Portugisiska har också lånat ut ord till många andra språk, såsom japanska, indonesiska, malajiska, tetum, swahili, liksom flera kreolspråk, som Lanc-Patuá (som talas i norra Brasilien) och Sranan Tongo (som talas i Surinam).
Portugisiska hade ett starkt inflytande på språket som talas omkring Sikka på ön Flores i Indonesien. I det närbelägna Larantuka används portugisiska för böner i Tuan Ma-ritualen.
Portugisiska influerade också det tupí-guaraníbaserade Lingua Geral, ett handelsspråk som användes i stor utsträckning i Brasilien fram till 1700-talet.

## Klassificering och besläktade språk
Portugisiska tillhör de romanska språken i den indoeuropeiska språkfamiljen. Dess närmaste släktingar är galiciska, ladino och spanska, i den ordningen.[källa behövs]

### Galiciska, spanska och ladino
Galiciska: Talad portugisiska, särskilt i dess medeltida form, är mycket lik talad galiciska, även om likheten döljs i skrift eftersom den galiciska ortografin följer den spanska modellen. Frågan om portugisiska och galiciska är skilda språk eller dialekter av samma språk har debatterats hett i årtionden och är laddad med politiska och kulturella innebörder.
Spanska: Portugisiska skiljer sig något från spanska i ortografi, och ännu mer i fonologi, grammatik och ordförråd:
Ela fecha sempre a janela antes de jantar. (Portugisiska)
Ella siempre cierra la ventana antes de cenar. (Spanska)
"Hon stänger alltid fönstret innan hon äter middag."
Många av de mest uppenbara skillnaderna i ordförrådet är bara på grund av olika preferenser i användningen. Till exempel har portugisiskan både orden cear (ovanligt) och jantar (vanligt), medan spanskan har både cenar (vanligt) och yantar (ovanligt), alla med betydelsen "äta middag".
Ladino: Portugisiska är närmare besläktat med ladino än med spanska, eftersom den ladinotalande gruppen har rötter i Portugal liksom i Spanien. Jämför exempelvis ladinos ainda ("fortfarande") med portugisiska ainda och spanska aún. Ladino har, liksom portugisiskan, även bevarat många av de initiala [f]-ljud som förändrades till [h] på spanska. Så motsvarar till exempel ladinos fija ("dotter") och favlar ("att tala") portugisiska filha och falar, medan spanskan har hija och hablar.
Ömsesidig förståelighet: 
Enligt Erik Gunnemark är den ungefärliga genomsynlighetsprocenten mellan portugisiska och spanska 90% – ungefär som den mellan danska, norska och svenska.  João Malaca Casteleiro och Susana Reis påpekar att portugisiska och spanska har ett gemensamt ordförråd till ca 85%, och att de största skillnaderna mellan språken har att göra med uttalet eftersom portugisiskan har ett mer komplext fonologiskt system.
Portugisiska, galiciska och spanska talare hävdar i allmänhet att språken är ömsesidigt förståeliga i viss utsträckning. [källa behövs]  Detta kan dock delvis bero på de omfattande kulturella förbindelserna mellan länderna på Iberiska halvön, som ofrånkomligen leder till omedveten inlärning. Tvåspråkighet är också vanlig i vissa områden.[källa behövs] Det är otvivelaktigt sant att den som talar något av de tre språken kan lära sig läsa något av de andra två enbart genom att öva, utan att formellt studera deras grammatik.
Det hävdas också att portugisiska talare kan förstå spanska bättre än tvärtom [källa behövs]. Denna påstådda asymmetri kan bero på den allmänna reduceringen av obetonade vokaler i portugisiska, jämfört med spanska, eller olika exponering för respektive språk. Det kan även finnas en kulturell förklaring, i Europa mer än i Latinamerika: de som talar det mindre språket (till exempel norska) kan förstå det större språket (till exempel svenska) bättre än tvärtom.

### Andra romanska språk
Det finns praktiskt taget ingen ömsesidig förståelse mellan portugisiskan och katalanskan, [källa behövs] italienskan,[källa behövs] franskan och de andra romanska språken, trots uppenbara lexikala och grammatiska likheter. Portugisiska talare behöver vanligen vissa formella studier i grundläggande grammatik och ordförråd innan de kan förstå även de enklaste meningar på dessa språk (och vice versa):[källa behövs]
"Hon stänger alltid fönstret innan hon äter middag."
Ela fecha sempre a janela antes de jantar. (portugisiska)
Ella cierra siempre la ventana antes de cenar. (spanska)
Ella tanca sempre la finestra abans de sopar. (katalanska)
Lei chiude sempre la finestra prima di cenare. (italienska)
Elle ferme toujours la fenêtre avant de dîner. (franska)
Ea închide întodeauna fereastra înainte de a cina. (rumänska)
Och rotspråket latin:
Fenestram semper clausit ante cenat. (normal ordföljd)
(Ea) clausit semper fenestram ante cenat. (som de andras ordföljd)
Å andra sidan ligger europeisk portugisiska fonetiskt närmare franskan och katalanskan än spanskan i vissa avseenden, såsom förekomsten av nasalisering, palatalisering, diftongisering av mellan-öppna betonade vokaler, aspirering /f/, avtoning av sibilanter och förändring av intervokaliskt [ʎ] till [ʒ] — alla inslag som saknas i spanskan.
Likheterna mellan portugisiska och franska kan ha förstärkts av Napoleon I:s styre över Portugal 1807–1812 och det stora inflytande som Frankrike har haft i portugisisk kultur sedan dess.

### Latin
Portugisiskan härstammar från latin, men det kan sägas vara större avstånd mellan dessa två språk än mellan några av de moderna romanska språken. Portugisiskspråkiga uppfattar i allmänhet latin som ett mycket svårt språk att lära sig på grund av dess böjningssystem.

### Interlingua
Förespråkarna för det konstgjorda språket interlingua, som ofta beskrivs som en modern form av latin med oerhört förenklad grammatik, hävdar att alla som har ett romanskt språk som modersmål utan större svårigheter förstår både skriven och talad interlingua.
Ela fecha sempre a janela antes de jantar. (portugisiska)
Illa claude sempre le fenestra ante de cenar. (interlingua)

## Geografisk utbredning
Portugisiskan är det första språket i Angola, Brasilien, Portugal och São Tomé och Príncipe, och det mest använda språket i Moçambique. Portugisiska är också ett av de officiella språken i Östtimor (tillsammans med tetum) och i Macao (tillsammans med kinesiska). Det talas i stor utsträckning, utan att ha officiell ställning, i Andorra, Luxemburg, Namibia och Paraguay. Portugisiska kreolspråk är modersmål för Kap Verdes och delar av Guinea-Bissaus befolkning, I Kap Verde talar de flesta även standardportugisiska och kan använda språket på modersmålsnivå.
Stora portugisisktalande invandrargrupper finns i många städer runtom i världen, däribland Montréal och Toronto i Kanada, Paris i Frankrike, Asunción i Paraguay och Boston, New Bedford, Cape Cod, Fall River, Providence, Newark, New York, Orlando, Miami, Sacramento, Honolulu och Houston i USA, Buenos Aires i Argentina, Uruguay, och Nagoya och Hamamatsu i Japan. Portugisiska talas av omkring 187 miljoner människor i Sydamerika, 17 miljoner i Afrika, 12 miljoner i Europa, 2 miljoner i Nordamerika och 610 000 i Asien.
CPLP, de portugisisktalande ländernas gemenskap, är en internationell organisation som består av de åtta självständiga länder som har portugisiska som ett officiellt språk. Portugisiska är också ett officiellt språk i Europeiska unionen, Mercosul och Afrikanska unionen (ett av arbetsspråken) och ett av de officiella språken i andra organisationer.
Portugisiska är tillsammans med spanska det snabbast växande västerländska språket och enligt uppskattningar av Unesco det språk med högsta tillväxtpotential som språk för internationell kommunikation i Afrika (den södra delen) och Sydamerika. De portugisisktalande afrikanska länderna förväntas få en sammanlagd folkmängd på 83 miljoner personer år 2050. I Östtimor och Macao har användningen av portugisiska ökat på senare år.

### Dialekter
Portugisiskan har två stora standarddialekter: brasiliansk och europeisk portugisiska (BP och EP). Förutom dessa finns flera varianter som talas i Afrika och Asien, men som inte ännu har varit föremål för lika grundlig forskning som dialekterna i Brasilien och Portugal. Skillnaderna mellan dialekter både inom och mellan de två inflytandesfärerna är i allmänhet inte särskilt stora, fastän det stora antalet talare av brasiliansk portugisiska har givit upphov till en mycket stor mängd sociolekter och idiolekter. Det finns flera likheter i uttal, syntax och förenkling i grammatiken mellan talad brasiliansk portugisiska och angolansk portugisiska, men det finns små skillnader mellan europeisk standardportugisiska och angolansk portugisiska. Europeiska dialekter indelas i två huvudsakliga grupper: nordliga och sydcentrala dialekter. De nordliga särskiljer sig genom en mer konservativ och komplicerad serie frikativor. Dialekterna på Madeira och Azorerna har utvecklat särskilda särdrag, men har mycket gemensamt med den sydcentrala gruppen. Brasilianska dialekter indelas i en nordlig och en sydlig grupp, där de nordliga dialekterna tenderar att ha något mer öppna pretoniska vokaler, det vill säga vokaler i stavelser som föregår ordens betonade stavelser.
Fastän geografiskt specifika ordförråd är vanliga är de inte alltid fullständigt konsekventa. Exempelvis används tapete istället för det mer europeiska alcatifa i Brasilien, samtidigt som tapete också förekommer i vissa dialekter i Portugal. Exempel på ord som är olika i portugisiska dialekter från tre olika kontinenter: Afrika (Angola), Europa (Portugal) och Sydamerika (Brasilien).
buss
- Angola: machimbombo
- Brasilien: ônibus
- Portugal: autocarro

slumkvarter
- Angola: musseque
- Brasilien: favela
- Portugal: bairro de lata eller ilha

gå iväg
- Angola: bazar, ir embora
- Brasilien: ir embora, (eller vazar som slang – portugisiska "att läcka")
- Portugal: ir embora, (eller bazar som slang: från kimbundu kubaza – "att bryta", gå iväg med brådska)

#### Brasilien

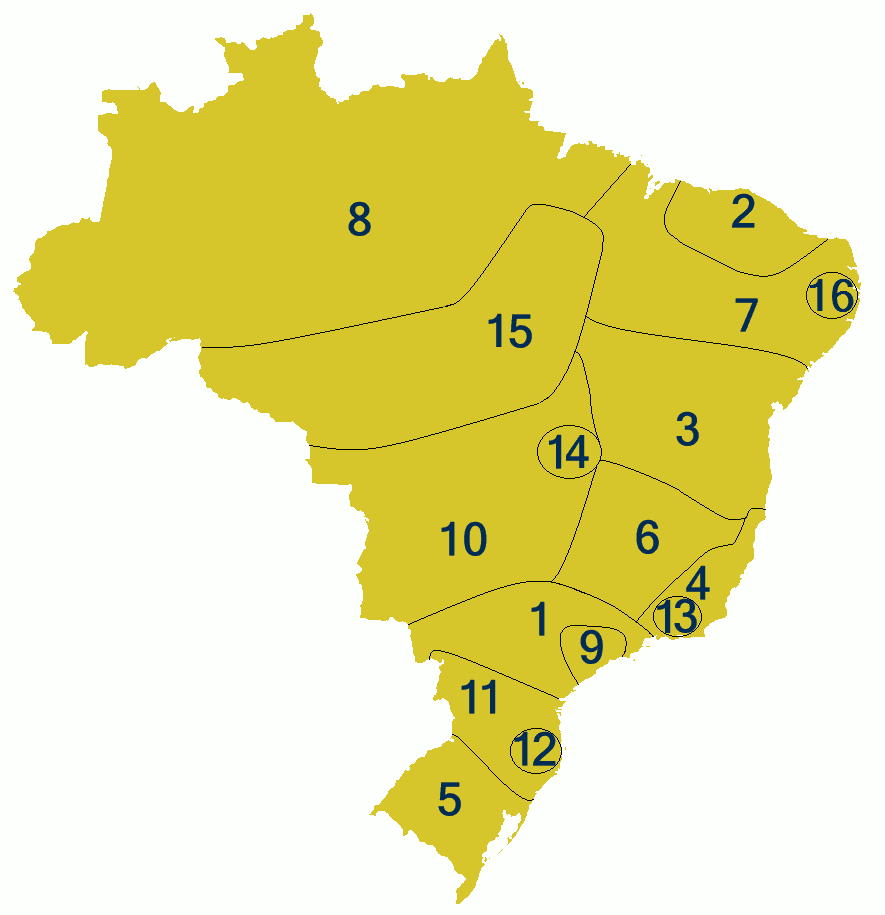
Portugisiska dialekter i Brasilien

1. Caipira – landsbygden i São Paulo Minas Gerais
2. Cearense – Ceará
3. Baiano – Bahia
4. Fluminense – staten Rio de Janeiro (Carioca - staden Rio)
5. Gaúcho – Rio Grande do Sul
6. Mineiro – centrala Minas Gerais
7. Nordestino – nordöstliga stater i Brasilien, norr om Minas Gerais
8. Nortista – Amazonområdet
9. Paulista – staten São Paulo (Paulistano - staden São Paulo)
10. Sertanejo – Goiás och Mato Grosso
11. Sulista – södra Brasilien Curitiba (Paraná)
12. Florianopolitano – Florianópolis
13. Carioca – Rio de Janeiros storstadsregion
14. Brasiliense - Brasília
15. Arco do desflorestamento – serra amazônica

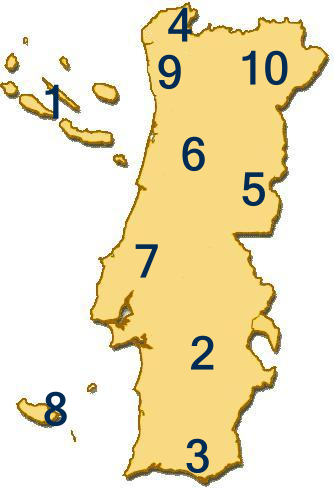
Portugisiska dialekter i Portugal

16. Recifense – Recife

#### Portugal
1. Açoreano – Azorerna
2. Alentejano – Alentejo
3. Algarvio – Algarve
4. Alto-Minhoto – norra Braga (inre)
5. Baixo-Beirão; Alto-Alentejano – centrala Portugal (inre)
6. Beirão – centrala Portugal
7. Estremenho – Coimbra och Lissabon
8. Madeirense – Madeira
9. Nortenho – delar av Braga och Porto
10. Transmontano – Trás-os-Montes

Andra områden
- Angolano – Angola
- Caboverdiano – Kap Verde
- Guineense – Guinea-Bissau
- Macaense – Macao
- Moçambicano – Moçambique
- Santomense – São Tomé och Príncipe
- Timorense – Östtimor
- Damaense — Daman (Indien)
- Goês — Goa

## Fonologi
Liksom franskan är portugisiskan känd för sin kontrastiva användning av nasalvokaler och det stora antalet diftonger. Europeisk portugisiska har nio enkla icke-nasala vokalfonem (av vilka ett endast förekommer i obetonade stavelser), brasiliansk portugisiska har sju. Båda dialekterna har fem enkla nasala vokalfonem och tio orala och fyra nasala diftongfonem. Det finns nitton konsonantfonem.
Europeisk portugisiska skiljer sig från de dialekter som talas i Brasilien och de före detta portugisiska kolonierna av en tydlig velarisering som påverkar vokaler lika mycket som konsonanter. Vokalerna görs i allmänhet mer öppna och centraliserade (så att de närmar sig ett schwa), vilket ger uttalet ett distinkt slappt drag som finns i både vardagligt och formellt tal och ofta resulterar i en fullständig reduktion av vokaler.

### Konsonanter
|                        | Bilabiala | Bilabiala | Labio- dentala | Labio- dentala | Dentala | Dentala | Post- alveolara | Post- alveolara | Palatala | Palatala | Velara | Velara | Uvulara | Uvulara |
| ---------------------- | --------- | --------- | -------------- | -------------- | ------- | ------- | --------------- | --------------- | -------- | -------- | ------ | ------ | ------- | ------- |
| Klusiler               | p         | b         |                |                | t       | d       |                 |                 |          |          | k      | g      |         |         |
| Nasaler                | m         | m         |                |                | n       | n       |                 |                 | ɲ        | ɲ        |        |        |         |         |
| Frikativor             |           |           | f              | v              | s       | z       | ʃ               | ʒ               |          |          |        |        |         | ʀ       |
| Flapp                  |           |           |                |                | ɾ       | ɾ       |                 |                 |          |          |        |        |         |         |
| Laterala approximanter |           |           |                |                | l       | l       |                 |                 | ʎ        | ʎ        |        |        |         |         |

Källa:
- I europeisk portugisiska uttalas /b, d, g/ som klusiler bara när de förekommer i början av ordet. Efter vokaler uttalas de som de motsvarande frikativorna [β, ð, ɣ]. I brasiliansk portugisiska uttalas dessa konsonanter alltid [b, d, g].
- I de flesta brasilianska dialekter blir /d/ och /t/ affrikator före [i] (/i/ eller obetonat /e/) och uttalas tydligt som [tʃ] och [dʒ].
- I europeisk portugisiska blir /l/ i allmänhet velariserat, [ɫ].
- I brasiliansk portugisiska uttalas /l/ som [w] vid slutet av stavelsen.
- I olika dialekter kan /ʁ/ uttalas [ʁ] (inte vanligtvis i brasiliansk portugisiska), [h] eller [x]. I brasiliansk portugisiska uttalas /ɾ/ vanligtvis på samma sätt när det kommer i slutet av en stavelse.

Konsonantljuden kan skrivas:
- [b] som i boi,
- [d] som i dó,
- [f] som i foz,
- [g] som i gas,
- [ʒ] som i já,
- [l] som i lua,
- [ɫ] som i igual,
- [m] som i mó,
- [n] som i nó,
- [p] som i pá,
- [r] som i aro,
- [rr] som i carro,
- [s] som i som,
- [t] som i tu,
- [v] som i vou,
- [z] som i doze,
- [ʃ] som i chá,
- [ʎ] som i alho och
- [ɲ] som i unho.

### Halvvokaler
Det finns tre stycken:
- [j] som i pai,
- [w] som i qual och
- [w̃] som i botão.

### Vokaler

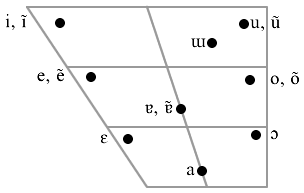
Tabell över vokaler i Lissabonportugisiska

De europeiskt portugisiska /ɯ/ transkriberas traditionellt som en sluten central vokal [ɨ], men beskrivs mer rättvisande som en något centraliserad sluten bakre orundad vokal, [ɯ̈]. [ʏ] för vissa /u/ förekommer i dialekterna i Porto Alegre, Castelo Branco, Algarve (Barlaventoområdet) och ön São Miguel. [ø] förekommer på São Miguel, till exempel i boi [bø] "oxe".

### Lexikalisk betoning
Portugisiska har lexikalisk betoning, som kan vara den enda särskiljande egenskapen i minimala par.:
falaram [fa'larɐ̃w̃] "de talade" gentemot falarão [fala'rɐ̃w̃] "de kommer att tala" (EP och BP)
dúvida [ˈduvidɐ] "tvivel" gentemot duvida [duˈvidɐ] "han tvivlar" (EP och BP)
ouve ['ouvi] "han hör" gentemot ouvi [ou'vi] "jag hörde (endast i BP)
túnel ['tunɛl] "tunnel" gentemot tonel [tu'nɛl] "vintunna" (endast i EP)
Den primära betoningen kan falla på någon av de tre sista stavelserna i ordet, men ligger oftast på någon av de två sista. I europeisk portugisiska  faller sekundär betoning på stavelser med diftonger när den primära betoningen ligger på annan plats i ordet. Det finns en partiell korrelation mellan betoningens position och slutvokalen; exempelvis är den sista stavelsen vanligen betonad när den innehåller ett nasalt fonem eller en diftong, eller en öppen vokal. Portugisiska stavningsregler utnyttjar denna korrelation för att minimera antalet diakritiska tecken.
Ett anmärkningsvärt inslag i europeisk portugisiska är den historiska reduktion som skett av vokalfonem som föregår den betonade stavelsen. Detta fenomen, som inte har skett i brasiliansk portugisiska, leder ofta till att två på varandra följande stavelser ersätts av en enda stavelse med en konsonantkluster. På grund av denna utveckling är portugisiska dikter från 1500-talet inte längre metriskt riktiga när de läses på europeisk portugisiska, men fortfarande på brasiliansk portugisiska.

### Prosodi och ton
Betoning och intonation på fras- och meningsnivå är viktiga i portugisiskan, och uppvisar betydande skillnader mellan dialekter.
Tonaccent är inte lexikaliskt distinktiv i portugisiskan, men det finns sex dynamiska tonmönster som påverkar hela fraser, som anger talarens sinnesstämning och intention såsom undermening, eftertryck, reservation och så vidare. Som i de flesta romanska språk uttrycks frågesatser mestadels genom en markant tonhöjning i slutet av meningen.

## Grammatik
Huvudartikel: Portugisisk grammatik

### Allmänt
Portugisiska gör en klar åtskillnad mellan de olika ordklasserna, som innefattar verb, substantiv, pronomen, adjektiv, adverb, prepositioner, artiklar, konjunktioner och interjektioner. Det finns också några andra funktionsord och partiklar. Portugisiska är ett SVO-språk.

### Verb
Som i de flesta romanska språk böjs i portugisiskan verbet för att kongruera med subjektets person (med tre värden, 1=jag/vi, 2=du, ni, 3=han/hon/den/det/de) och numerus (singular eller plural), och för att uttrycka olika bestämningar till handlingen, såsom tid (förfluten tid, nutid, framtid), fullbordad, avbruten eller pågående, underordning och konditionalitet, befallning med mera. Som en konsekvens av detta kan en regelbunden portugisisk verbstam ta över 50 olika suffix. (I jämförelse har regelbundna franska och italienska verb omkring 30 olika former.)

#### Konjugationer
Verben indelas i fyra konjugationer efter infinitivens ändelse, som kan vara "-ar", "-er", "-ir", eller "-or". Varje konjugation har sin egen uppsättning av cirka 50 böjningssuffix: cantar → cantou ("han sjöng"), vender → vend|eu ("han sålde"), partir → partiu ("han gick iväg"), rep|or → rep|ôs ("han satte tillbaka") Vissa suffix genomgår olika regelbundna ändringar beroende på slutkonsonanten i stammen, i uttal, stavning eller båda. Vissa verbböjningar medför också ett skifte i stavelsebetoning:  'canto ("jag sjunger"), can'tamos ("vi sjunger"), canta'rei ("jag kommer att sjunga").
De flesta verbstammar tillhör "-ar"-konjugationen, som är den enda som är öppen för nybildningar, (till exempel clicar – "klicka" med en mus). "-or"-konjugationen är begränsad till verbet pôr ("sätta, ställa, lägga") och dess avledningar. Det verbet hörde historiskt till "-er"-konjugationen (som poer eller poner) och många portugisiska grammatiker klassificerar det fortfarande som ett "-er"-verb som är oregelbundet även i sin infinitivform.
Det finns ett par hundra verb med oregelbunden böjning, däribland ser ("att vara"), haver ("att ha"), ter ("att inneha"), ir ("att gå"), vir ("att komma"). Förutom dessa vanliga verb är oregelbundenheten oftast begränsad till en handfull former.

#### Modus och tempus
Böjningarna klassificeras vanligen i följande modus, tempus och infinita verbformer:
- indikativ, används i huvudsatser i deklarativa meningar:
  - presens: ele canta, "han sjunger"
  - förfluten tid:
    - perfekt: ele cantou, "han sjöng"
    - imperfekt: ele cantava, "han höll på att sjunga"
    - pluskvamperfekt: ele cantara, "han hade sjungit"

  - futurum: ele cantará, "han kommer att sjunga"
- konditionalis: ele cantaria, "han skulle sjunga"
- konjunktiv, för att uttrycka önskan, möjlighet, eller i underordnade satser:
  - presens: que ele cante, "att han sjunger"
  - preteritum: que/se ele cantasse, "att/om han hade sjungit/skulle sjunga"
  - futurum: se ele cantar, "om han sjunger/kommer att sjunga"
- imperativ, använt för att uttrycka önskan, befallning eller råd: cante!, "sjung!"
- infinitiv: cantar, "att sjunga"
- gerundium: cantando, "sjungande"
- perfekt (eller passiv) particip: cantado, "sjungen"

Det finns också många sammansatta tempus som uttrycks med böjda former av hjälpverben ser och estar (varianter av "att vara"), haver och ter (varianter av "att ha").
Gerundium böjs aldrig efter person eller numerus, och används i sammansatta tempus, till exempel ele está cantando ("han håller på att sjunga’’), och som adverb, till exempel ele trabalha cantando ("han arbetar medan han sjunger"). Infinitiven kan men behöver inte böjas; se personböjda infinitiver nedan. Participet används i sammansatta verbtempus, som i ele havia cantado ("han hade sjungit"). Det används också som adjektiv, och i detta fall böjs det för att kongruera med substantivets genus och numerus: um hino cantado ("en sjungen hymn", maskulinum singular), três árias cantadas ("tre sjungna arior", femininum plural). Vissa verb har två olika gerundiumformer (en regelbunden, en oregelbunden) för dessa två användningar, vilket avspeglar den ursprungliga latinska åtskillnaden mellan gerundivum och presens particip.

##### Konjunktiv
Portugisiskans konjunktiv har tre syntetiska böjningar, som konventionellt kallas presens, preteritum och futurum. ("Imperfekt konjunktiv" och "pluskvamperfekt konjunktiv" kan bildas som sammansatta verbformer.) Futurum konjunktiv är ovanligt i indoeuropeiska språk. Hos regelbundna verb är den identisk i form (men inte funktion) med den personböjda infinitiven, men den är klart åtskild hos oregelbundna verb.

##### Konditionalis
Den portugisiska konditionalis klassificeras ofta som ett indikativtempus, "dåtidens futurum" (i motsats till den vanliga "nutidens futurum"). Den har en syntetisk form, till exempel ele cantaria ("han skulle sjunga"), och två sammansatta former: med hjälpverben ir ("att gå"), som i ele iria cantar "han stod i begrepp att sjunga") och ter ("att inneha") som i ele teria cantado ("han skulle ha sjungit") Den syntetiska konditionalis ersätts ofta av de sammansatta formerna i vardagligt talspråk.

##### Pluskvamperfekt
Förutom de sammansatta formerna för fullbordade dåtida handlingar har portugisiskan också ett syntetiskt pluskvamperfekttempus: sålunda kan ele havia falado "tinha falado" ("han hade talat") också uttryckas som ele falara. Den osammansatta pluskvamperfekten ger dock vika för de sammansatta formerna. I Brasilien anses pluskvamperfektformer som falara, även om de i allmänhet förstås, som föråldrade eller litterära och används sällan.

#### Personböjda infinitiver
Ett särpräglat drag i portugisiskan och den närbesläktade galiciskan är att infinitiven kan (och i vissa sammanhang måste) böjas efter person:
Está na hora de voltar. ("Det är dags att (jag ska) gå tillbaka.")
Está na hora de voltarmos. ("Det är dags att (vi ska) gå tillbaka.")

#### Tergentemothaver
Portugisiska använder ofta ter (ursprungligen "att inneha’’, från latinets tenere) som hjälpverb, istället för haver ("att ha", latin habere) som är vanligare i andra romanska språk. Till exempel kan "han hade talat" översättas som ele havia falado eller ele tinha falado.
Verbet ter används också i betydelsen befintlighet, som i tem muito peixe no mar ("det finns mycket fisk i havet"). Användandet av ter istället för haver är vanligare i Brasilien än i Portugal, och verkar öka.

### Substantiv, pronomen och adjektiv
Varje portugisiskt substantiv, inklusive livlösa ting och abstrakta begrepp, har ett av två grammatiska genus, maskulinum och femininum, och kan böjas för ett av två numerus, singular eller plural. De flesta adjektiv och demonstrativa pronomen, och alla artiklar, kongruerar till genus och numerus med det substantiv som de bestämmer:
esta linda casa branca ("detta fina vita hus")
este lindo carro branco ("denna fina vita bil")
estas lindas aves brancas ("dessa fina vita fåglar")
estes lindos gatos brancos ("dessa fina vita katter")
Kongruensreglerna gäller också för adjektiv som används med en kopula, till exempel o carro é branco ("bilen är vit") gentemot a casa é branca ("huset är vitt"). De vanligaste substantiv- och adjektivändelserna är "-o"/"-os" för maskulinum singular och plural och "-a"/"-as" för femininum, men det finns många andra mönster.
Liksom i alla romanska språk är valet av grammatiskt genus för livlösa föremål ganska godtyckligt, och skiljer sig ofta från det som används i andra språk. Genus för levande varelser överensstämmer ofta med det biologiska könet, men det finns många undantag: autoridade ("makt") och girafa ("giraff") är till exempel alltid feminina, medan peixe fêmea ("fisk av honkön") är maskulinum.

#### Klitiska pronomen
Vid sidan av de pronomen som används som subjekt i en sats (subjektspronomen, eu "jag", ela "hon") har portugisiskan i likhet med svenskan objektspronomen (me "mig", a / lhe "henne"), som används för att ersätta det direkta objektet eller vissa prepositionsfraser ("indirekta objekt"). Objektspronomenen kan placeras före verbet som avskilda ord, som i ela me ama ("hon älskar mig"), eller som klitika, det vill säga fogade till verbet efter tempus- och personböjningarna, som i ele amou-a ("han älskade henne") eller ela deu-lhe o livro ("hon gav henne/honom boken"). Notera att portugisiskans stavningsregler (till skillnad från italienskans och spanskans) kräver ett bindestreck mellan verbet och det klitiska pronomenet.
Klitisk placering kan kräva vissa justeringar av verbändelsen och/eller av pronomenet, till exempel cantar + o = cantá-lo ("att sjunga det"). De direkta och indirekta objektspronomenen kan kontraheras, som i dei + lhe + os = dei-lhos ("jag gav det till honom’’), men detta inslag verkar användas allt mindre.
Ett särskiljande drag för portugisiskan bland de romanska språken är förekomsten av mesoklisis, infogande av svaga pronomen mellan verbstammen och verbets futurum- eller konditionaländelse:
comprá-lo-ei = comprarei + o ("jag kommer att köpa det").
dar-no-lo-ia = daria + nos + o ("hon skulle ge oss det").
dar-lho-ia = daria + lhe + o ("jag skulle ge honom det").

#### Demonstrativa pronomen
Portugisiska demonstrativa pronomen gör en tredelad åtskillnad mellan nära talaren, nära lyssnaren och långt bort från båda:
este lápis – "den här pennan"
esse lápis – "den där pennan" (nära dig)
aquele lápis – "den pennan" (där borta, bort från oss båda)
I vardaglig brasiliansk portugisiska används esse ofta istället för este när ingen åtskillnad är nödvändig.
De portugisiska rumsadverben har också en tredelad åtskillnad:
aqui, "här"
aí, "där" (nära dig)
ali, lá, acolá "där borta" (långt ifrån oss båda)
Det tycks finnas skillnader i användning mellan alí, lá och acolá, men de är inte riktigt grader av separation.

## Ordförråd
Nästan 90 procent av det portugisiska ordförrådet härstammar från latin, men det har genomgått stora fonologiska och morfologiska förändringar genom dess historia.
En tydlig förändring var förlusten av intervokaliskt [l] i ett mycket stort antal ord, såsom SALIRE → sair ("att gå ut"), COLARE → coar ("att droppa"). En annan genomgripande förändring, som också är specifik för portugisiska och spanska, var övergången från tonlöst [t] till tonande [d], som i AMATVS → amado ("älskad").

### Återinförda latinska ord
Ett fåtal ord förblev nästan oförändrade, som taberna ("värdshus"), eller återvände till och med till en form som liknar den ursprungliga, som coxa ("lår"). Många av dessa "retro"-utvecklingar skedde under senmedeltiden, på grund av användningen av kyrkolatin i romersk-katolska kyrkan, och under renässansen, då antiken i allmänhet, och klassiskt latin i synnerhet, åtnjöt stor prestige. Så återinfördes till exempel latinets AVRV, som från början hade utvecklats till ouro ("guld") och dourado ("gyllene"), som adjektivet áureo ("gyllene"). På samma sätt blev LOCALE ("plats"), som hade utvecklats till lugar, senare återinfört som det mer lärda local. Många lärda grekiska ord och morfem blev också införda eller återinförda på detta sätt.

### Bidrag från andra språk
Mycket få portugisiska ord kan spåras tillbaka till Portugals förromerska befolkning, som inkluderade fenikier, iberer, lusitanier och kelter. Några nämnvärda exempel är abóbora ("pumpa") och bezerro ("årsgammal kalv"), från iberiska språk, cerveja ("öl"), från keltiska språk och saco ("väska"), från feniciska.
På 400-talet erövrades Portugal av sveberna, visigoterna och alanerna, germanska stammar som hade fördrivits från Centraleuropa av hunnerna. Eftersom de antog den romerska kulturen och språket har dessa folk emellertid bara bidragit med några få ord till portugisiskan, mestadels med anknytning till krigföring — såsom espora ("sporre"), estaca ("påle", jmfr. stake) och guerra ("krig", jämför virra/värre) från gotiska *spaúra, *stakka och *wirro.
Mellan 800-talet och 1400-talet inlånade portugisiskan omkring 1000 ord från arabiskan, på grund av inflytandet från kalifatet i Córdoba som upprättades av morerna på Iberiska halvön. Dessa ord är ofta igenkännliga på den inledande arabiska artikeln a(l)-, och inkluderar många vanliga ord såsom aldeia ("by") av التجارية aldaya, alface ("sallad") av الخس alkhass, armazém ("lagerlokal") av المخزن almahazan och azeite ("olivolja") av زيت azzait. Från arabiskan kom också det grammatiskt märkliga ordet oxalá, som betyder "må Gud vilja det".
Med början på 1400-talet införde den stora expansionen av portugisisk sjöfart med upptäcktsresor och handel många lånord från hela världen. Från Asien kom till exempel catana ("kort svärd") av japanska katana, corja ("omröringsspett") av malajiska kórchchu och chá ("te") från kinesiska chá.
Från 1500-talet till 1800-talet fungerade Portugal som mellanhand i slavhandeln från västra och södra Afrika och stora portugisiska kolonier upprättades i Angola, Moçambique och Brasilien, vilket medförde att många ord av afrikanskt och amerindiskt ursprung lånades in i språket, särskilt namn för de flesta djur och växter som finns i dessa områden. Medan dessa termer mest används i de före detta kolonierna blev många spridda i europeisk portugisiska också. Från kimbundu, till exempel, kom kifumate → cafuné ("huvudsmekning"), kusula → caçula ("yngsta barn"), marimbondo ("geting"), bungular ("dansa som en trollkarl") av kubungula. Från Sydamerika kom batata ("potatis"), från taíno; ananás, från tupí-guaraní naná och abacaxi från tupí ibá cati (två arter av "ananas") och tucano ("tukan") från guaraní tucan och många fler.
Slutligen har det portugisiska ordförrådet från medeltiden till idag mottagit en ständig ström av lånord från andra europeiska språk – ofta trots starka ansträngningar av de nationella akademierna för att bevara språkets "renhet". Här följer några exempel:
Spanska: melena ("hårlock"), fiambre ("skinka")
Franska: crochet → colchete ("virkning"), paletot → paletó ("jacka"), baton → batom ("läppstift"), filet → filé ("filé"), mayonnaise → maionese ("majonnäs")
Italienska maccherone → macarrão ("makaron"), piloto ("pilot"), carrozza → carroça ("vagn"), barracca → barraca ("barack")
Nederländska: dijk → dique ("damm")
Engelska: football → futebol ("fotboll"), flirt → flerte, rifle, revolver → revólver, tank → tanque, stock → estoque.

## Skriftsystem
Portugisiska skrivs med latinska alfabetet med 26 bokstäver. Tre av dessa (K, W och Y) används bara för ord av icke-portugisiskt ursprung, i termer som darwinismo ("darwinism"). Den portugisiska ortografin använder ç, akut och grav accent, cirkumflex och tilde över vokaler, liksom, i några former och bara i Brasilien, trema på bokstaven U som i lingüística (lingvistik, linguística används i övriga portugisiskspråkiga länder).

### Stavningsreformer
Före Stavningsreformen 1990 hade portugisiska två skriftliga former:
- europeisk och afrikansk portugisiska
- brasiliansk portugisiska

I Brasilien uteslöts de flesta första 'c':na i 'cc', 'cç' och 'ct', samt 'p':na i 'pc', 'pç' och 'pt', eftersom de inte uttalades i det bildade talspråket, utan är kvarlevor från språkets latinska ursprung (även om vissa fortfarande existerar i bildad brasiliansk portugisiska, och andra i europeisk portugisiska). Ett exempel är "facto" (i Portugal) och "fato" (i Brasilien), som båda betyder faktum — ett av de få ord som kommer att fortsätta att accepteras och uttalas olika i båda länderna.
Det finns också olikheter i användningen av accenttecken, på grund av: 
1. Olika uttal: Brasilien använder slutna vokalljud i ord som "Antônio" (Anton) och "anônimo" (anonym), medan Portugal och Afrika använder öppna, "António" och "anónimo".
2. Lättare läsning: Eftersom "qu" kan utläsas på två olika sätt i portugisiskan: "kw" eller "k", använder Brasilien trema; istället för "cinquenta" skriver de "cinqüenta". För närvarande har vissa tidningar i Brasilien slutat använda detta tecken.

Stavningsreformen 1990, som syftade till att skapa en internationell portugisisk standard, ratificerades av Angola, Brasilien, Guinea Bissau, Kap Verde, Moçambique, Portugal och São Tomé och Príncipe. Östtimor, som inte var en av de ursprungliga undertecknarna, ratificerade fördraget 2004 efter självständigheten. 1 Galicien erbjöds också att delta i reformen men den galiciska regeringen, som anser att galiciska och portugisiska är olika språk, ignorerade erbjudandet. En inofficiell kommission av galiciska lingvister bildades dock och deltog i reformen. 2
Överenskommelsen avskaffade de flesta av de första 'c':na i kombinationerna 'cc', 'cç' och 'ct', och 'p':na i 'pc', 'pç' och 'pt' från europeisk och afrikansk portugisiska, och trema och accenttecken i ord som slutar på "éia" i Brasilien samt lade till några nya stavningsregler. Den tillåter vardera stavningsvariant för ord som anónimo eller anônimo, beroende på författarens eller den refererade personens dialekt.
Även om de nuvarande två stavningssystemen inte försvårade förståelsen mellan portugisiskspråkiga ansågs det ena landets stavning inkorrekt i det andra landet, och samma utländskspråkiga bok kunde ges ut i två olika översättningar och situationen kunde förvirra icke modersmålstalande som lärde sig språket. En strävan med denna reform är att puffa för språket internationellt liksom stavningsreformen för spanskan av Real Academia Española bidrog till att främja spanskan. En annan målsättning är Portugals och Brasiliens stöd till afrikanska länder för utbildning i portugisiska, Brasiliens utbildningsstöd till Afrika och större kulturellt och akademiskt utbyte.
Ett annat avtal slöts rörande de nya ord som kommer att komma in i språket.